# Thelypteris bergiana
Thelypteris bergiana là một loài thực vật có mạch trong họ Thelypteridaceae. Loài này được (Schltdl.) Tardieu miêu tả khoa học đầu tiên năm 1958.